# Leffe (Italië)
Leffe is een gemeente in de Italiaanse provincie Bergamo (regio Lombardije) en telt 4896 inwoners (31-12-2004). De oppervlakte bedraagt 6,8 km², de bevolkingsdichtheid is 378 inwoners per km².
De volgende frazioni maken deel uit van de gemeente: San Rocco.

## Demografie
Leffe telt ongeveer 1942 huishoudens. Het aantal inwoners daalde in de periode 1991-2001 met 3,3% volgens cijfers uit de tienjaarlijkse volkstellingen van ISTAT.
| Jaar | Inwoneraantal |
| ---- | ------------- |
| 1991 | 5106          |
| 2001 | 4940          |
| 2004 | 4896          |

## Geografie

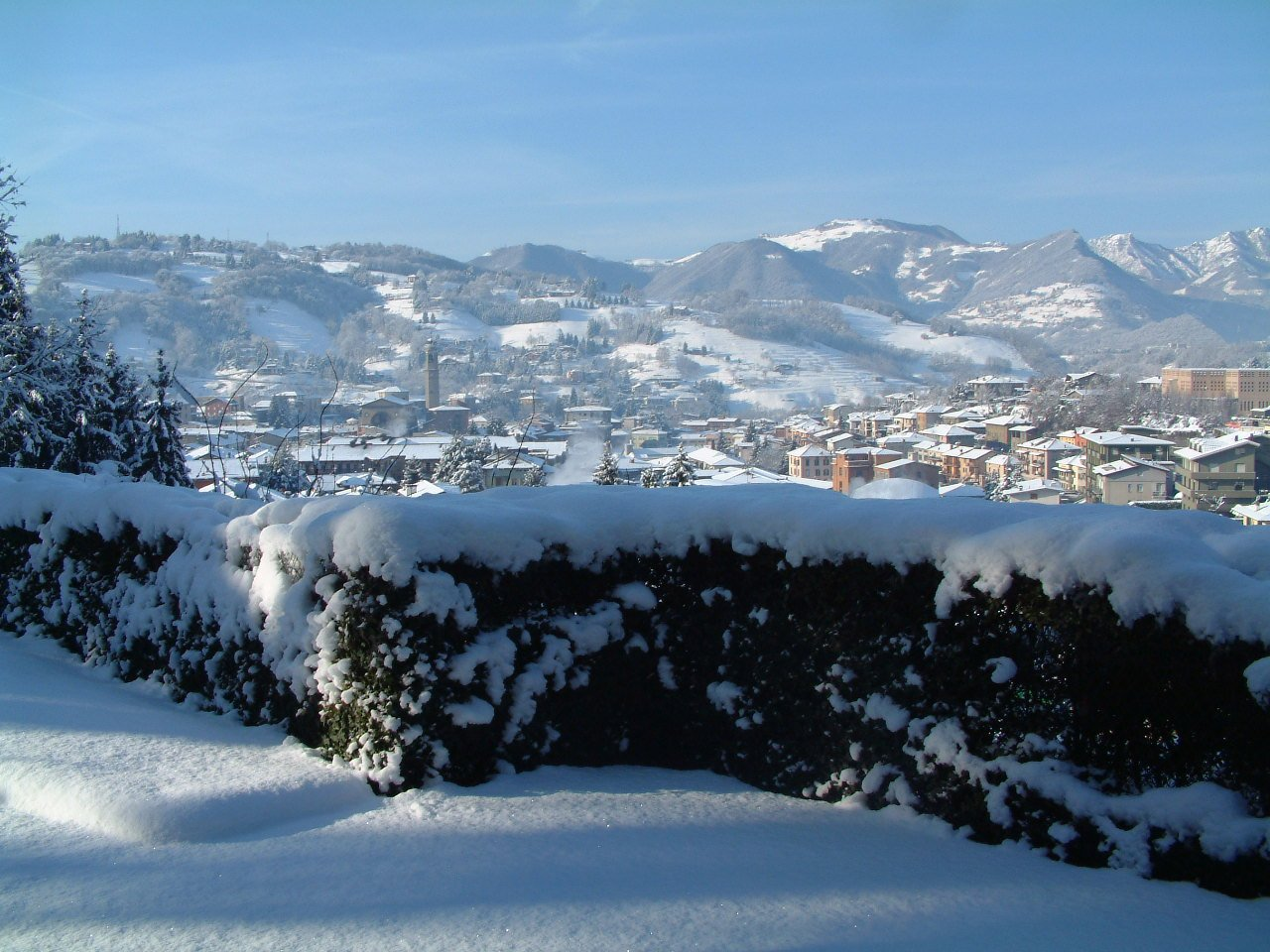
Leffe bedolven onder het sneeuw

De gemeente ligt op ongeveer 453 m boven zeeniveau.
Leffe grenst aan de volgende gemeenten: Bianzano, Cazzano Sant'Andrea, Cene, Gandino, Peia.